# PGC 5026
LEDA/PGC 5026 ist eine elliptische Galaxie vom Hubble-Typ E3 im Sternbild Fische auf der Ekliptik, die schätzungsweise 198 Millionen Lichtjahre von der Milchstraße entfernt ist. Sie ist Mitglied der sechs Galaxien zählenden NGC 499-Gruppe (LGG 24).
Im selben Himmelsareal befinden sich u. a. die Galaxien NGC 495, NGC 496, NGC 498.